# Amaurobius latescens
Amaurobius latescens là một loài nhện trong họ Amaurobiidae.
Loài này thuộc chi Amaurobius. Amaurobius latescens được Ralph Vary Chamberlin miêu tả năm 1919.